# 細川町 (岡崎市)
細川町（ほそかわちょう）は、愛知県岡崎市の町名である。丁番を持たない単独町名であり、36の小字が設置されている。

## 地理
岡崎市の北西部に位置し、西は豊田市に接している。小字が設置されているが丁目は設定されていない。

### 河川
- 矢作川（葵大橋）
- 巴川

### 小字
| - 字秋田木（あがたぎ） - 字雨戸（あまど） - 字石田（いしだ） - 字岩御堂（いわみどう） - 字上平（うわだいら） - 字扇田（おうぎだ） - 字大沢前（おおさわまえ） - 字落合（おちあい） - 字御前田（おんまえだ） - 字柿平（かきひら） - 字上市場（かみいちば） - 字上大針（かみおおばり） | - 字上屋敷（かみやしき） - 字河原（かわら） - 字窪地（くぼち） - 字権水（ごんずい） - 字さくら台（さくらだい） - 字三ケ月入（さんがつきいり） - 字下大針（しもおおばり） - 字下河原（しもかわら） - 字城山（しろやま） - 字菅入（すげのいり） - 字仲間町（ちゅうげんまち） - 字天王（てんのう） | - 字徳林（とくりん） - 字鳥ケ根（とりがね） - 字中河原（なかがわら） - 字長根（ながね） - 字長原（ながはら） - 字根古屋（ねこや） - 字宮畑（みやばた） - 字門立（もだち） - 字森下（もりした） - 字屋下（やした） - 字柳縄手（やなぎなわて） - 字山ノ神（やまのかみ） |

## 世帯数と人口
2019年（令和元年）5月1日現在の世帯数と人口は以下の通りである。
| 町丁   | 世帯数    | 人口    |
| ------ | --------- | ------- |
| 細川町 | 2,840世帯 | 7,688人 |

### 人口の変遷
国勢調査による人口の推移
| 1995年（平成7年）  | 7,393人 | [ 5 ] |  |
| 2000年（平成12年） | 6,956人 | [ 6 ] |  |
| 2005年（平成17年） | 6,567人 | [ 7 ] |  |
| 2010年（平成22年） | 7,690人 | [ 8 ] |  |
| 2015年（平成27年） | 7,479人 | [ 9 ] |  |

## 学区
市立小・中学校に通う場合、学区は以下の通りとなる。
| 番・番地等 | 小学校             | 中学校               | 高等学校 |
| ---------- | ------------------ | -------------------- | -------- |
| 全域       | 岡崎市立細川小学校 | 岡崎市立新香山中学校 | 三河学区 |

## 歴史
額田郡細川村を前身とする。鎌倉時代に細川義季が移り住み、細川氏が発祥した。

### 沿革
- 1889年（明治22年）10月1日 - 町村制施行。細川村・仁木村・奥山田村が合併し、細川村大字細川となる[11]。
- 1906年（明治39年）5月1日 - 合併に伴い、岩津村大字細川となる[12]。
- 1928年（昭和3年）5月1日 - 町制施行に伴い、岩津町大字細川となる[12]。
- 1955年（昭和30年）2月1日 - 岡崎市へ編入し、同市細川町ととなる[12]。

## 施設
- 村積山自然緑道
- 細川町第一公民館
- 細川町第二公民館
- 細川町第三公民館
- さくら台集会所
- 北斗台会館
- 北斗台1号公園
- 北斗台2号公園
- 北斗台3号公園
- 北斗台4号公園
- えのき公園
- さくら公園
- くすのき公園
- 岡崎市北斗台地域汚水処理場
- 上細川防水倉庫
- 下細川防水倉庫
- 岡崎細川郵便局
- 岡崎信用金庫細川支店
- 岡崎市立細川小学校
- 岡崎市立細川保育園
- 岡崎市細川児童育成センター
- ヤマト運輸岡崎岩津宅急便センター
- 特定施設老人ホーム岡崎介護センタースミレ
- 古村積神社
- 松明院
- 順行寺
- 蓮性院[13]
- ファミリーマート岡崎細川町店
- ミニストップ細川町店

## ギャラリー
- 岡崎市立細川小学校
- 松明院
- 蓮性院
- 古村積神社
- 古村積神社で行われた盆踊り大会
- 細川学区こどもの家
- 北斗台1号公園
- 北斗台3号公園
- さくら公園

## 交通
- 国道248号
- 愛知県道39号岡崎足助線（足助街道）
- 愛知県道340号細川豊田線

## その他

### 日本郵便
- 郵便番号 : 444-2149[3]（集配局：岩津郵便局[14]）。

## 参考資料
- 「角川日本地名大辞典」編纂委員会 編『角川日本地名大辞典 23 愛知県』角川書店、1989年3月8日。ISBN 4-04-001230-5。
- 有限会社平凡社地方資料センター 編『日本歴史地名体系第23巻 愛知県の地名』平凡社、1981年。ISBN 4-582-49023-9。
- 新編岡崎市史編さん委員会 編『新編岡崎市史 総集編 20』1993年。